# Wyścigowe Samochodowe Mistrzostwa Polski 2019
Sezon 2019 był sześćdziesiątym trzecim sezonem Wyścigowych Samochodowych Mistrzostw Polski.

## Kalendarz
Źródło: tomexwyniki.pl
| Data           | Tor                  | Miejsce |
| -------------- | -------------------- | ------- |
| 10–12 kwietnia | Tor Poznań           | Poznań  |
| 7–9 czerwca    | Tor Poznań           | Poznań  |
| 19–20 lipca    | Tor Poznań           | Poznań  |
| 15–17 sierpnia | Bikernieki Racetrack | Ryga    |
| 19–21 września | Tor Poznań           | Poznań  |

## Mistrzowie
Źródło: tomexwyniki.pl
| Klasa             | Kierowca                    | Samochód            | Zespół                                               |
| ----------------- | --------------------------- | ------------------- | ---------------------------------------------------- |
| D4 3500           | Krzysztof Zagórski          | Volkswagen Golf GTI | Automobilklub Wielkopolski                           |
| D4 +3500          | Mariusz Miękoś              | Porsche 911 GT3     | GT3 Poland                                           |
| DN 1              | Jakub Szablewski            | Kia Picanto         | Automobilklub Wielkopolski                           |
| DN 2              | Maciej Dreszer              | Toyota GT86         | Dreszer Team                                         |
| DN 3              | Łukasz Janiak               | Suzuki Swift        | Automobilklub Wielkopolski                           |
| DN 4              | Bartłomiej Madziara         | BMW E90             | Automobilklub Wielkopolski                           |
| DN 5              | Bartłomiej Mirecki          | Volkswagen Golf     | BM Racing Team                                       |
| DN 7-0            | Jacek Chojnacki             | Fiat 126p           | Automobilklub Rzemieślnik                            |
| DN 7-1            | Maciej Wielgosz             | Fiat 126p           | Automobilklub Rzemieślnik                            |
| OMM Super S Cup   | Jacek Cichopek              | Mini Cooper S       | Automobilklub Wielkopolski                           |
| 318 IS CUP PL     | Marcin Lempert              | BMW 318 is          | Automobilklub Wielkopolski                           |
| Kia PLATINUM Cup  | Nikodem Wierzbicki          | Kia Picanto         | Automobilklub Wielkopolski                           |
| Toyota Racing Cup | Mateusz Bartkowiak          | Toyota Celica GT    | Automobilklub Wielkopolski                           |
| Endurance         | Mariusz Miękoś Artur Janosz | Porsche 911         | Automobilklub Wielkopolski Automobilklub Rzemieślnik |